# Нови авион
Нови авион је био радни назив за југословенски програм лаког вишенаменског надзвучног борбеног авиона. Коришћена је скраћеница НА, која се истовремено односила на Нови авион и на Надзвучни авион. Прве идеје о покретању програма, у СФРЈ су настале, после полетања прототипа авиона Ј-22 Орао, током седамдесетих година. Програм је покренут ради одржавања континуитета, опремања ЈРВ авионима из властитог развоја и производње и запошљавања капацитета југословенске ваздухопловне индустрије, у домену високе технологије. Програм реализације, за Нови авион, је урађен и разматран 1986. године. Сви радови на томе програму су прекинути с распадом СФРЈ, крајем осамдесетих година, 20. века.
Поједностављено дефинисано, Нови авион би био једномоторна лакша верзија авион Рафал са одређеним специфичностима. Планирано да је да Нови авион буде замена за авионе МиГ-21 у наоружању ЈНА. Нови авион би био на истом нивоу попут индијског авиона „HAL Tejas” или кинеског „JF-17 Thunder”

## Одвијање програма
Ваздухопловнотехнички институт је, у сарадњи с ЈРВ и МО, конципирао савремену верзију једномоторног вишенаменског надзвучног борбеног авиона. Програм је био у складу са сличнима у свету: француским Авион Рафалом
британским (европска кооперација) Јурофајтер Тајфуном, шведским JAS 39 Грипеном, израелским Лави
 и индијским ЛЦА (енгл. Light combat aircraft). Амерички програми суперкрсташа су изнад ових наведених. У тим програмима је била предвиђена могућност дугог крстарења авиона на надзвучним брзинама на базном потиску мотора, без укључивања допунског сагоревања. То је за остале земље, технолошки, још увек недостижно.
Тадашњи ниво знања и ниво расположиве технологије, који је остварен кроз претходне програме Орао и Г-4, нису били довољни за самосталну реализацију тешког и сложеног задатка развоја и производње Новог авиона. То је условљавало значајну допуну знања и технологије, што је било једино могуће остварити са сарадњом с развијеним земљама. Изабран је пут „куповине“ потребних допунских знања и технологије, кроз сарадњу с фирмама развијених земаља. Та купљена знања и технологије, осим што је требало да буду употребљене за развој и производњу Новог авиона, требало је да се уграде у југословенске истраживачко-развојне и производне капацитете и да тако постану трајно власништво. Овај вид сарадње је условно назван технолошка подршка. Могуће фирме за преговоре о технолошкој подршци, брзо су се свеле на француску Марсел Дасо (фр. Marcel Dassault MD) (носилац развоја Рафала) и британску Бритиш Аероспејс 
(енгл. British Aerospace BAE) (носилац развоја јурофајтера).
Слично југословенском концепту технолошке подршке, одвијала се и сарадња шведских фирми на развоју авиона Лави JAS 39 Грипена са Бритиш Аероспејс, Израел је на своме авиону Лави сарађивао с америчком фирмом Граман, а Индија је још увек преговарала о сарадњи на свом авиону ЛЦА.
Одлучено је да се после завршетка идејног пројекта и програма реализације, направи избор, између две потенцијалне фирме, за наставак сарадње. Сагласно с тиме, закључени су уговори с обема фирмама, за паралелну израду само идејног пројекта. У Ваздухопловнотехничком институту у Жаркову оформљен је заједнички биро са Британцима, а у Паризу с Французима. У оба бироа, у току шест месеци, разрађен је већи број идејних решења, са различитим варијацијама.
Паралелно са преговорима о технолошкој подршци и раду на изради идејног пројекта, вођени су разговори и с фирмама за производњу и пренос технологије за мотор, наоружање и авионску опрему. Заједнички рад, посебно у бироима, био је користан. Потпуни ефекти преноса знања и искуства требало је да се реализују у каснијим фазама сарадње и то у претпројекту, пројекту, прототипском развоју и серијској производњи авиона.
Са Французима је, ниво остварених резултата преговора, омогућавао потписивање уговора о сарадњи на осталим фазама Програма реализације. Текстом уговора и његовим прилозима, усаглашени су предвиђени облици и услови заједничког рада и преноса знања и технологије. Разрађени су и услови сарадње на извозу и за случај да француско ваздухопловство одлучи да Нови авион уведе у своје наоружање.

## Концепциона решења
Упоредном анализом резултата идејног пројекта, закључено је да је техничко-технолошки најсупериорнија варијанта, добијена, применом технологије коришћене за француски авион Рафал.
Та концепција Новог авиона заснива се на канард конфигурацији, француском мотору M-88Y Снекма, трисоничном крилу, полубочним усисницима, нагнутом седишту, малој бочној палици команди лета, електричним четвороструким дигиталним командама лета (енгл. fly-by-wire), вишенаменском дигиталном нападачко-навигационом систему, интегрисаном приказивању података у кабини пилота итд. 
Сви системи би били мултипроцесорски интегрисани на основу магистрале података, по стандардима MIL-STD-1553.
Полубочни усисници су добар компромис у односу на предности и мане подтрупног и бочних. Ова концепција обезбеђује напајање мотора ваздухом у свим положајима авиона у току маневра и фаза лета. Нови авион, са усисницима непроменљиве геометрије, требало је да постиже највећу брзину 1,88 пута већу од брзине звука, а са променљивом 2,22 пута. Симулацијом и детаљном анализом, доказано је да та разлика нема никакав оперативно-борбени значај. Према томе, одлучено је да се, без потребе, не повећава маса авиона, не праве компликације и не смањује поузданост авиона. Усвојен је усисник непроменљиве геометрије.
Нагнуто седиште олакшава пилоту подношење оптерећења у маневру, то јест у борби и доприноси бољој профилацији трупа за мањи чеони отпор авиона. Као последица овог решења, палица команди лета је знатно мања и премешта се из равни симетрије авиона, бочно, пред наслон десне руке пилота. Ово решење омогућава стално држање леве руке пилота на ручици гаса мотора, а десне на палици команди лета, систем HOTAS (енгл. hands on throtle and stick). При томе су, подлактице обеју пилотових руку, својом целом дужином, удобно наслоњене на бочне наслоне седишта. Ову концепцију је летачки проверио и усвојио пробни пилот генерал Бранко Билбија (тада пуковник), на симулатору лета.
Такође је био планиран и систем управљања гласом, с појединим (другоразредним) функцијама система авиона. Овај систем је моделиран, уграђен и доказан у развојној пилотској кабини у Ваздухопловнотехничком институту.
Нападачко-навигациони систем је конципиран сагласно могућностима његовог основног сензора, вишенаменског радара. Радар је био напредне технологије, с примењеним принципом електронског скенирања. Савремена дигитална технологија и моћни софтвер нападачко-навигационог система, омогућавали би пилоту да у току лета, према потреби, промени одлуку и да пређе са задатка ваздушне борбе на задатак подршке и обрнуто. Пилот би био у могућности да једноставно и брзо изврши реконфигурацију система.
Предвиђено је да градња структуре авиона буде од композитних и других напредних материјала. Цело крило, осим окова, од композита. Делови (производне целине) би се међусобно спајали полимеризацијом, у јединствену структуру крила. Структура трупа, углавном би се радила од алуминијум-литијумских легура, а елементи високих специфичних оптерећења од титана и челика. Технологија суперпластичног обликовања би била примењена у значајној мери.
Била је велика погодност што је развој француског авиона Рафал био, са временским роковима, значајно испред, па су тако њему верификоване нове технологије, које су програмиране за Нови авион. На овај начин, технички ризик развоја Новог авиона је био значајно умањен. 
На њему је направљен и одређени искорак у примени нових технологија и решењâ и у односу на Рафал. Предвиђени су допунски облици кретања авиона (модови), као што су поништавање међусобног утицаја ваљања и скретања, аутоматско ограничење анвелопе лета (маневар без бриге), усмерење трупа у циљ, аутоматско отклањање закрилаца у маневру итд. Реализација ове технологије заснивала се на могућностима решења команди лета, авионске рачунарске опреме и примењених принципа интеграције. Спрегнуто делта крило–канар, је аеродинамичка конфигурација код које се мање помера неутрална тачка са изменом нападног угла и Маховог броја у лету, што олакшава испуњавање критеријума стабилности и управљивости.
Пројекат Новог авиона је поседовао 11 покретних аеродинамичких површина у функцији управљања у лету. Од тога су 4 елевона, 4 секције преткрилаца, два канара и једно крмило правца. Ове командне површине се померају под дејством хидро–покретача на основу електричног сигнала, пристиглог из рачунара у њихове серво вентиле. Изражену жељу пилота (са померањем палице) и сигнале измерене са сензорима положаја авиона (вектор стања), рачунар обрађује са оптимизацијом по пројектованим (задатим) законима управљања и трансформише их у управљачки сигнал. 
Тај дефинисани сигнал управљања, рачунар шаље у серво вентил одговарајућег хидрауличког покретача, са којим се сагласно помера командна површина. Могући ход клипа хидрауличких покретача, услед електричног сигнала, је у целом распону његовог хода, између два крајња положаја. Значи, потпуни је ауторитет електричног сигнала за померање командне површине, без мешања било каквог другог улаза (команде). Овај систем се назива електричне команде лета (енгл. fly-by-wire), а дефинише се као систем команди лета са потпуним ауторитетом. Пројектом је предвиђено извођење у концепцији три паралелна, међусобно независна, дигитална канала и један резервни у аналогној технологији. На овај начин је обезбеђена висока поузданост његовог рада. Ова концепција система команди лета је развијена за француски ловачки авион Мираж 2000, а усавршена је на авиону Рафал. Истраживачко-развојна испитивања, за дефинисање стандарда овог система, су раније реализована на авионима лабораторијама SEPECAT Јагуар (Јагуар fly-by-wire) и на Мираж III Нова генерација.
Шема примењеног принципа електричних команди лета.
Нови авион, у уздужном кретању, би био природно аеродинамички статички нестабилан. У рачунару команди лета би био меморисан модел његових динамичких карактеристика. На основу те динамике, улазних сигнала од пилота и пристиглих сигнала из сензора, софтверски би се одређивао управљачки сигнал (излаз) за оптимални одговор авиона у циљу анулирања одступања између вредности жељеног и тренутно оствареног вектора стања (положаја авиона). При томе пилот не би морао водити рачуна о никаквим ограничавајућим параметрима лета авиона. На основу тренутно измерених компоненти вектора стања са сензорима, рачунар би ограничавао излазни–командни сигнал, са чиме би се лет авиона одвијао само до границе његове анвелопе, без икакве резерве и ризика пилота. Закони управљања, у рачунару система команди лета, би били моделирани према високим захтевима оптимизације понашања авиона у току извршавања задатака. Важна карактеристика ових система команди лета, је брз одзив без кашњења, од тренутка изражене жеље пилота и поремећаја авиона, до његовог одговора на изазвани командни сигнал из рачунара. 
Електричне, четвороструке команде лета.
Принцип међусобне независности између канала, представља основу поузданости система. Циљ је да се избегну фаталне истовремене грешке у каналима. Ако се и појави грешка у неком од канала, са надгласавањем сигнала у каналима, тај се различит сигнал одбацује, пошто је у мањини. Висока поузданост је доказана у физичкој симулацији у лабораторији Марсел Дасо од милион сати лета с електричним командама, при искљученим механичким компонентама. У процесу, од милион сати лета, није се појавила ни једна грешка у сигналу управљања.
Електричне команде лета доприносе:
- Оптимизацији аеродинамичких конфигурација за убрзање авиона и повољан однос узгона и отпора у надзвучном лету.
- Реализацији задате (жељене) статичке и динамичке стабилности, у целој анвелопи лета авиона, што омогућава и лет са тежиштем иза неутралне тачке (недопустива статичка нестабилност у класичној аеродинамици авиона), што побољшава перформансе авиона.
- Оптималном моделирању одговора авиона на пилотову команду (изражену жељу са померањем палице).
- Интеграцији аутопилота, широког спектра функција.
- Реализацији лаке, поуздане и благовремене размене података са системом за навигацију.
- Развоју система команди лета, пошто се лако и у раној фази укључује и пилот у тај процес, преко симулатора лета, који почиње да функционише од самог почетка развоја авиона.[12][13][18] Интеграција система на Новом авиону

### Мотор
По свима показатељима техничко-економске анализе, коначно би био изабран француски мотор M-88Y. Тај мотор је у то време био најсавременији, у односу на разматране (упоредна табела за избор мотора за авион JAS 39 Грипен), с највећом перспективом даљег развоја и што је најважније, с најповољнијим карактеристикама подешеним за вишенаменски авион. У односу на учињени избор мотора F-404, за Грипенов, овај мотор има све предности и ако представља примену његове унапређене технологије.
Примењене су еколошке коморе сагоревања, монокристалне лопатице турбине и металургија праха за израду њеног диска. Лопатице турбине се хладе ваздухом. Мотором се управља с дигиталним електронским уређајем FADEC.
Мотор М88Y би био са два вратила, са 21 модула, који се одржавају према стању, а приликом замене се не калибришу и не балансирају. Већи број делова би се замењивао без скидања целог мотора са авиона. 
На мотору М88Y би био примењен принцип смањења инфрацрвеног одраза. Однос потиска и масе би био 9,4 N / kg, са карактеристикама брзог прелаза с једног на други режим рада. Перспектива даљег развоја је била у два значјна корака. Све те каракеристике су га стављале на челну позицију при избору, у односу на остале моторе из те класе.

### Наоружање
- 1 топ GIAT 30, калибра 30 mm.
- Ракете ваздух—ваздух: за блиску борбу R550 Маџик II, средњег домета Супер Матра и с комбинованим вођењем Мика.
- Вођене ракете ваздух—земља.
- Разне вођене и невођене бомбе.
- Систем за пасивну борбу састоји се из подсистема за активно и пасивно ометање. Подсистем за пасивно ометање је уграђен у унутрашњи контејнер с горње стране задњег дела трупа, а активни ометач је уграђен у контејнер који се подвешава испод авиона.
- Подтрупни извиђачки контејнер, с опремом за извршавање задатака извиђања.

Интегрисан је и подтрупни контејнер, носач разних врста наоружања. Овај контејнер је, немачко-француског порекла, Апач (Апач) (CWS stand-off modular weapons system by MBB/Matra). Предвиђена му је могућност, самосталног лета овог контејнера на удаљеност и до 140 km од матичног авиона. У почетној фази свога развоја, тај лет је требало да се одвија као безмоторно планирање (једрење), а с даљим развојем би добио и погон. Контејнер поседује самосталан нападачко-навигациони систем, интегрисан са својим командама лета. Самостално лети на бојишту и борбено дејствује на удаљености од авиона носача, с кога пилот посредно управља његовим летом и оружјем. На овај начин се смањује ризик, за оштећење и губитак авиона. 
Укупна носивост подвесних средстава авиона је масе до 4500 kg.
Предвиђене врсте наоружања одређују борбене могућности авиону на нивоу прве, друге, треће и четврте генерације, са резервисаном могућношћу за унапређење и у пету.

## Оперативно борбене карактеристике
За Нови авион су дефинисани тактичко-технички захтеви (ТТЗ) према MIL прописима (војни прописи који се користе у армијама западних земаља) и за респективно поређење са осталим авионима, својим савременицима. У таквом прилазу су и програмиране оперативне, борбене, летне и експлоатационе карактеристике. Идејни пројекат је потврдио изводљивост тих карактеристика.
ТТЗ-ом је захтевана максимална брзина 1,8 пута већа од брзине звука, остварено је 1,88. Тактички радијус (при земљи са 4 бомбе, Bel-755) је захтеван од 400 km, остварено је 465. Хоризонтални стационарни заокрет је захтеван на висини од 1500 метара са 8g, остварено је 8,84. Брзину, од 0,8 до 1,4 пута већу од брзине звука, постизао би за 113 секунди, у хоризонталном лету, на висини од 11000 метара.
Ваздухопловнотехнички институт и Марсел Дасо су усагласили начин и критеријуме за оцену квалитета борбених карактеристика Новог авиона, за борбени симулатор. За противника је изабран познати амерички авион F-16, који је у НАТО-у најбројнији. За F-16 је усвојен стандардни симулациони пакет (модел), који се користи за борбену обуку пилота на борбеном симулатору. За Нови авион је урађен одговарајући симулациони модел, на основу резултата остварених у идејном пројекту. Оба модела су урађена за идентичне услове: 50% унутрашњег горива, са по 2 ракете за блиску борбу и топови с пуним бојевим комплетом граната. Симулациони пакети (модели) за оба авиона, инсталирани су на борбени симулатор у фирми Марсел Дасо. Одређени су почетни услови за оба авиона, за 10 случајева. Симулација међусобне ваздушне борбе је извршена за те почетне услове, за међусобну замену тих почетних услова и за случајеве међусобне замене пилотâ у симулираним авионима. У свим тим случајевима симулиране ваздушне борбе, Нови авион је остварио предност над F-16.

## Очекивани ефекти реализације
Успешном реализацијом програма Новог авиона, Ратно ваздухопловство би се опремило једнообразним, вишенаменским, високо способним борбеним авионом из властитог развоја и производње. Тај прилаз би значајно повећао борбено оперативну ефикасност Ратног ваздухопловства и смањио трошкове интегралног обезбеђења (првенствено експлоатације). Држава би била ослобођена од скупог увоза авиона. Ратно ваздухопловство би добило авионе јефтиније за око 20%, у односу на чист увоз, с тим што би већи део тога улагања остао у земљи. За временски период од две деценије, могло би се запослити око 100 хиљада људи, а број би и порастао с евентуалним извозом авионâ. Процене фирме Марсел Дасо биле су, да је потенцијал за извоз тога авиона био у обиму 300 до 500 примерака. Запошљавање би било у домену високе технологије, уз савремено опремање и развој капацитета, што би имало и позитиван политички (повезујући) ефекат у бившој Југославији. Усвојена савремена знања и технологије, били би снажни генератор и локомотива развоја целе привреде у тадашњој држави.
Изабрана варијанта идејног пројекта, приказана у три пројекције.